# Nils August Silfverschiöld (1816–1869)
Nils August Silfverschiöld (i riksdagen kallad Silfverschiöld i Hede), född 12 juli 1816 i Alingsås stadsförsamling, Älvsborgs län, död 1 maj 1869 i Mellby församling, Älvsborgs län, var en svensk friherre av ätten Silfverschiöld, godsägare och riksdagsman.
Nils August Silfverschiöld var son till friherren Nils August Silfverschiöld och dennes första hustru, grevinnan Ebba Adelaide Frölich, samt äldre halvbror till Carl Otto Silfverschiöld. Fadern levde utan tjänst på Kobergs slott, som kommit till ättens ägo via hans mor Anna Margareta Alströmer av ätten Alströmer.

## Utbildning och statstjänstemannakrriär
Silfverschiöld blev student vid Uppsala universitet 1831, avlade 1833 juridisk-filosofisk examen och blev erbjuden att få sin examen med några kompletteringar gällande som filosofisk magistergrad, vilket dock av Silfverschiöld avböjdes. I stället fortsatte han sina studier och avlade 1835 hovrättsexamen, varefter han inskrev sig i flera av huvudstadens ämbetsverk.

## Godsen
Redan 1837 lämnade han emellertid den med heder beträdda tjänstemannabanan och inköpte Thamstorps egendom i Skaraborgs län. Efter några år sålde han huvudgården och bildade av underlydande hemman egendomen Frambo, där han i många år förde ett tillbakadraget liv, ägnande sina lediga stunder åt studier av huvudsakligen politiska och ekonomiska ämnen.
I slutet av 1850-talet började han biträda fadern i skötseln av hans vidsträckta fideikommissegendomar och flyttade till en av dessa, Hede. Han började nu taga livlig del i ortens angelägenheter, och hans mångsidiga kunskaper samt praktiska duglighet togs i anspråk för det ena uppdraget efter det andra. Så blev han 1864 ordförande i Älvsborgs läns norra hushållningssällskap, var från 1863 ledamot och 1867–1868 vice ordförande i Älvsborgs läns landsting med mera.

## Riksdagsman
Efter det nya statsskickets införande 1866 utsågs Silfverschiöld till ledamot av första kammaren i Älvsborgs läns valkrets och förvärvade här genast så stort inflytande, att en samtida minnestecknare tillskriver honom äran av den från personliga konsiderationer fria sammansättning, utskotten erhöll vid 1867 års riksdag. Själv tillhörande statsutskottet vid 1867–1869 års riksdagar, räknades han till den De Geerska ministärens fastaste stöd, mindre genom sitt uppträdande i debatten, som mest angick frågor rörande lanthushållningen, än genom förtroendet till hans humana väsen samt i alla avseenden nobla och karaktärsfasta personlighet. Silverschiöld avled vid ett besök i hemorten 1869 på Hede gård.